# Festival de Moriones
El festival de Moriones es una festividad que se celebra anualmente en la isla de Marinduque, en Filipinas, en Semana Santa, conmemorando la vida de San Longino con desfiles de personas disfrazadas de soldados romanos de la época.

## Historia

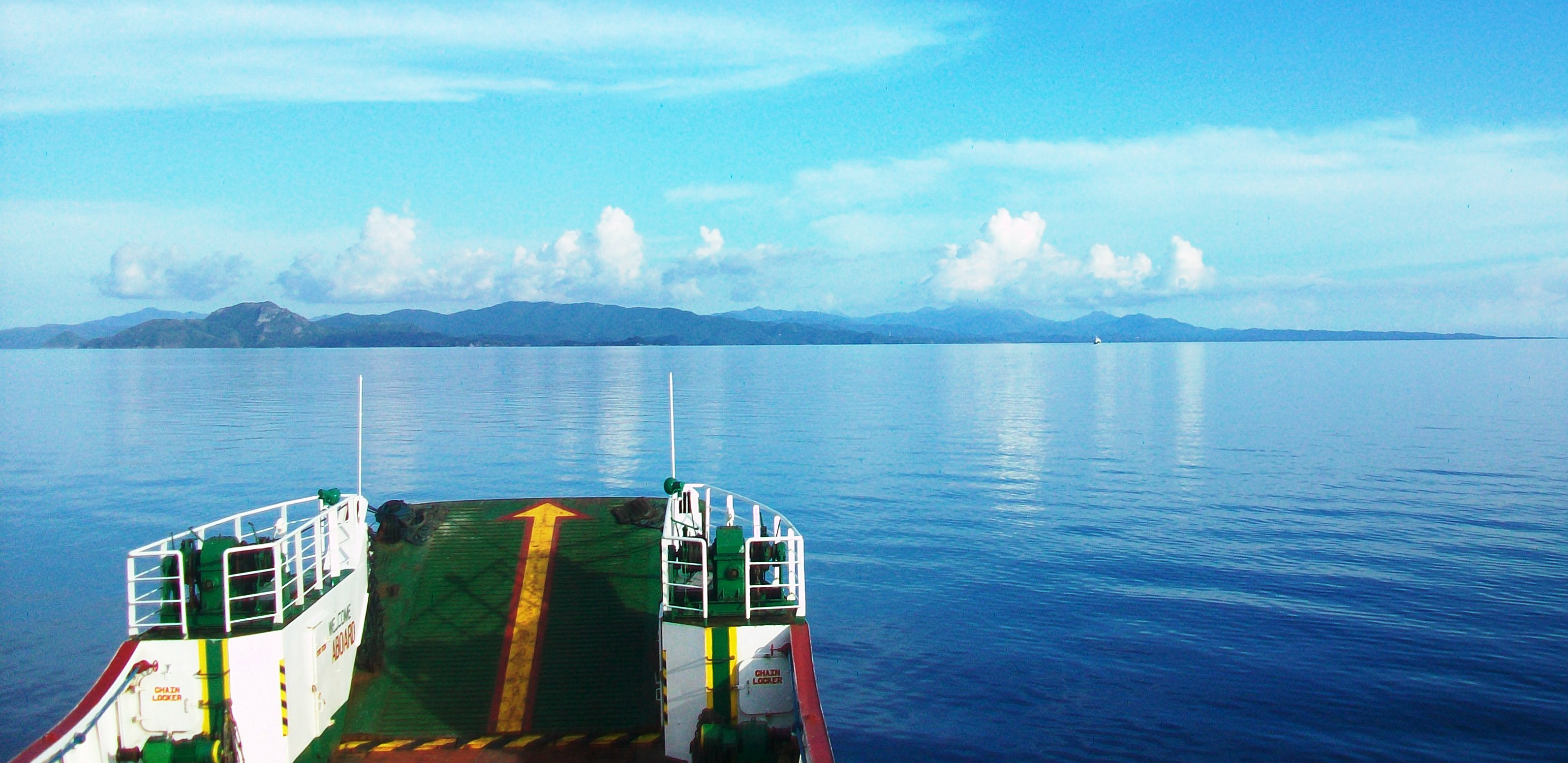
Imagen de Marinduque desde el mar, lugar donde se celebra el festival de Morioes.

El festival de Moriones es una tradición que se celebra anualmente en la isla de Marinduque, Filipinas. Los Moriones son personas disfrazadas como los soldados romanos bíblicos.
Etimológicamente, el término de Morión hace referencia a la máscara o la visera, una parte de la armadura del soldado romano medieval que tapa el rostro. Así, los Moriones hacen referencia a los penitentes enmascarados y disfrazados que recorren la ciudad durante una semana en busca de Longino. Ellos, desfilan por las calles desde el Lunes Santo hasta el Domingo de Pascua, asustando a los jóvenes o participando en varias actividades.
El festival de los Moriones es una festividad folclórica-religiosa que recrea la vida de San Longino, un centurión tuerto del Imperio Romano. En el festival se pueden ver trajes romanos de varios y llamativos colores, máscaras y cascos con diferentes pinturas, así como túnicas llamativas.
La tradición de los Moriones ha devenido en otros festivales en el país, donde los ámbitos culturales o históricos se transforman en festivales en la calle.